# Байгильды
Байгильды (баш. Байгилде) — село в Дюртюлинском районе Башкортостана, входит в состав Староянтузовского сельсовета.

## Географическое положение
Расстояние до:
- районного центра (Дюртюли): 26 км,
- центра сельсовета (Староянтузово): 6 км,
- ближайшей ж/д станции (Уфа): 117 км.

## История
В 1997—2008 годах село являлось административным центром упразднённого Байгильдинского сельсовета.

## Население
| 2002 | 2009 | 2010 |
| ---- | ---- | ---- |
| 396  | ↗401 | ↘378 |

## Известные уроженцы
- Асылбаев, Ахмет Асылбаевич (1912—1999) — советский учёный-литературовед и писатель.
- Горшков, Василий Николаевич (1920—1944) — советский военнослужащий, младший лейтенант, Герой Советского Союза.